# Usos desplazados de los tiempos verbales
En ocasiones, los tiempos verbales expresan un valor temporal o modal distinto del que les corresponde. Hablamos entonces de los usos desplazados de los tiempos verbales. Estos son algunos de estos usos en español:

## Usos desplazados de los tiempos verbales enespañol

### PresentedeIndicativo
- Presente con valor de pasado: A veces, en lugar del pretérito, usamos el presente para referirnos a una acción pasada; p. ej.: "Ellos llegan aquí en 1970". Este uso se denomina presente histórico.

- Presente con valor de futuro: En ocasiones, en lugar del futuro, usamos el presente para referirnos a acciones que están por ocurrir; p. ej.: "Mañana mismo busco un empleo".

- Presente con valor de mandato: A veces, en lugar del imperativo, usamos el presente para dar órdenes; p. ej: "Pides los zapatos y los traes".

### Pretérito imperfectodeIndicativo
- Imperfecto de cortesía: Recibe este nombre el valor del pretérito imperfecto que nos permite utilizarlo para expresar deseos o preguntas de manera cortés; p. ej: "¿Quería dos pares de zapatos, señor?".
- Uso fático: p.ej.: "¿Decía usted...?"
- Pretérito imperfecto de apertura: es habitual su uso al inicio de relatos, p. ej: "Había una vez... " o "Érase una vez...".

### Pretérito perfecto compuestodeIndicativo
- Pretérito con valor de futuro concluido: forma usada solo en España, empleada para denotar la conclusión de una acción en un futuro generalmente cercano, p. ej.: "En tres minutos he acabado".

### Futuro imperfectodeIndicativo
- Futuro de probabilidad; p. ej.: Estará enfadado por algo.

- Futuro histórico: p. ej.: En 1615 Cervantes publicará la segunda parte.

- Futuro de necesidad; p. ej.: Aplicando fuerza a la pelota correrá más.

- Futuro concesivo; p.ej: Será muy lista, pero no aprueba ni una.

- Futuro de incertidumbre; p.ej.: ¿Dónde estarán?

- Futuro de sorpresa; p.ej.: ¡Ganarás el concurso!

### Condicional imperfecto
- El condicional puede utilizarse para expresar un ruego de manera cortés; p. ej.: "¿Podrías cerrar la puerta?".

- También utilizamos el condicional para expresar cálculos aproximados referidos al pasado; p. ej.: "Yo tendría entonces seis años".
- Generalmente usados en artículos periodísticos para manifestar la duda, p. ej.: "Bajarían los precios de las carnes".

- Datos: Q6158165